# Grindorff-Bizing
Grindorff-Bizing là một xã trong vùng Grand Est, thuộc tỉnh Moselle, quận Thionville-Est, tổng Sierck-les-Bains. Tọa độ địa lý của xã là 49° 23' vĩ độ bắc, 06° 31' kinh độ đông. Grindorff-Bizing nằm trên độ cao trung bình là m mét trên mực nước biển, có điểm thấp nhất là 230 mét và điểm cao nhất là 298 mét. Xã có diện tích 6,86 km², dân số vào thời điểm 1999 là 267 người; mật độ dân số là 39 người/km². Xã nằm khoảng 25 km về phía đông của Thionville, thuộc Pháp từ năm 1661.

## Thông tin nhân khẩu
| 1962 | 1968 | 1975 | 1982 | 1990 | 1999 |
| ---- | ---- | ---- | ---- | ---- | ---- |
| 298  | 301  | 290  | 272  | 263  | 267  |